# Max Winkler
Max Winkler (7. september 1875 – 12. oktober 1961) var borgmester i Graudenz (nu Grudziądz, Polen), Reich administrator og Reich kommissær for tyske Cinema.
Winkler tiltrådte det nazistiske parti temmelig sent i 1937. Samme år udnævnte Førenen ham til "Reich-kommissær for den tyske filmindustri". 